# 뒤로 걷기
《뒤로 걷기》는 2020년에 제작한 대한민국의 영화이다.

## 캐스팅
- 우지현
- 문혜인
- 최문기
- 한상철
- 강애심
- 김자영
- 변중희

## 같이 보기
- 2020년 대한민국의 영화 목록

## 수상
- 2020년 제21회 전주국제영화제 수상 한국단편경쟁 - 감독상 : 방성준
- 2020년 제19회 미쟝센 단편영화제 후보 사랑에 관한 짧은 필름 부문
- 2020년 제22회 정동진독립영화제 후보 단편
- 2020년 제22회 부산독립영화제 후보 로컬투로컬
- 2020년 제20회 전북독립영화제 후보 초청작
- 2020년 제8회 디아스포라 영화제 후보 코리안 디아스포라